# Deloneura
Deloneura là một chi bướm ngày thuộc họ Bướm xanh.

## Các loài
- Deloneura abri Congdon & Collins, 1998
- Deloneura barca (Grose-Smith, 1901)
- Deloneura immaculata Trimen, 1868
- Deloneura millari Trimen, 1906
- Deloneura ochrascens (Neave, 1904)
- Deloneura sheppardi Stevenson, 1934
- Deloneura subfusca Hawker-Smith, 1933